# Giuseppe Lanzoni
Giuseppe Lanzoni (Imola, 25 agosto 1959) è un dirigente sportivo ed ex ciclista su strada italiano, professionista dal 1981 al 1985. Direttore sportivo dal 1988 e dal 2013 nel settore femminile, dalla stagione 2019 è nello staff tecnico del team femminile UAE ADQ, già Alé Cipollini/Alé BTC Ljubljana.

## Palmarès
- 1977 (dilettanti)

Coppa Caduti Sanmartinesi
- 1979 (A.S.D. Monsummanese, dilettanti)

Segromigno-Pizzorne
Trofeo Salvatore Morucci
- 1980 (A.S.D. Monsummanese, dilettanti)

Bassano-Monte Grappa
4ª tappa Grand Prix Tell (Berna > Engelberg)
9ª tappa, 2ª semitappa Grand Prix Tell (Svitto > Ibergeregg)

## Piazzamenti

### Grandi Giri
- Giro d'Italia

1982: 33º
1983: 44º
1985: ritirato